# O ședință la "Junimea" în ajunul Anului Nou
O ședință la "Junimea" în ajunul Anului Nou este o operă literară scrisă de Ion Luca Caragiale. 